# 哥倫比亞國立大學

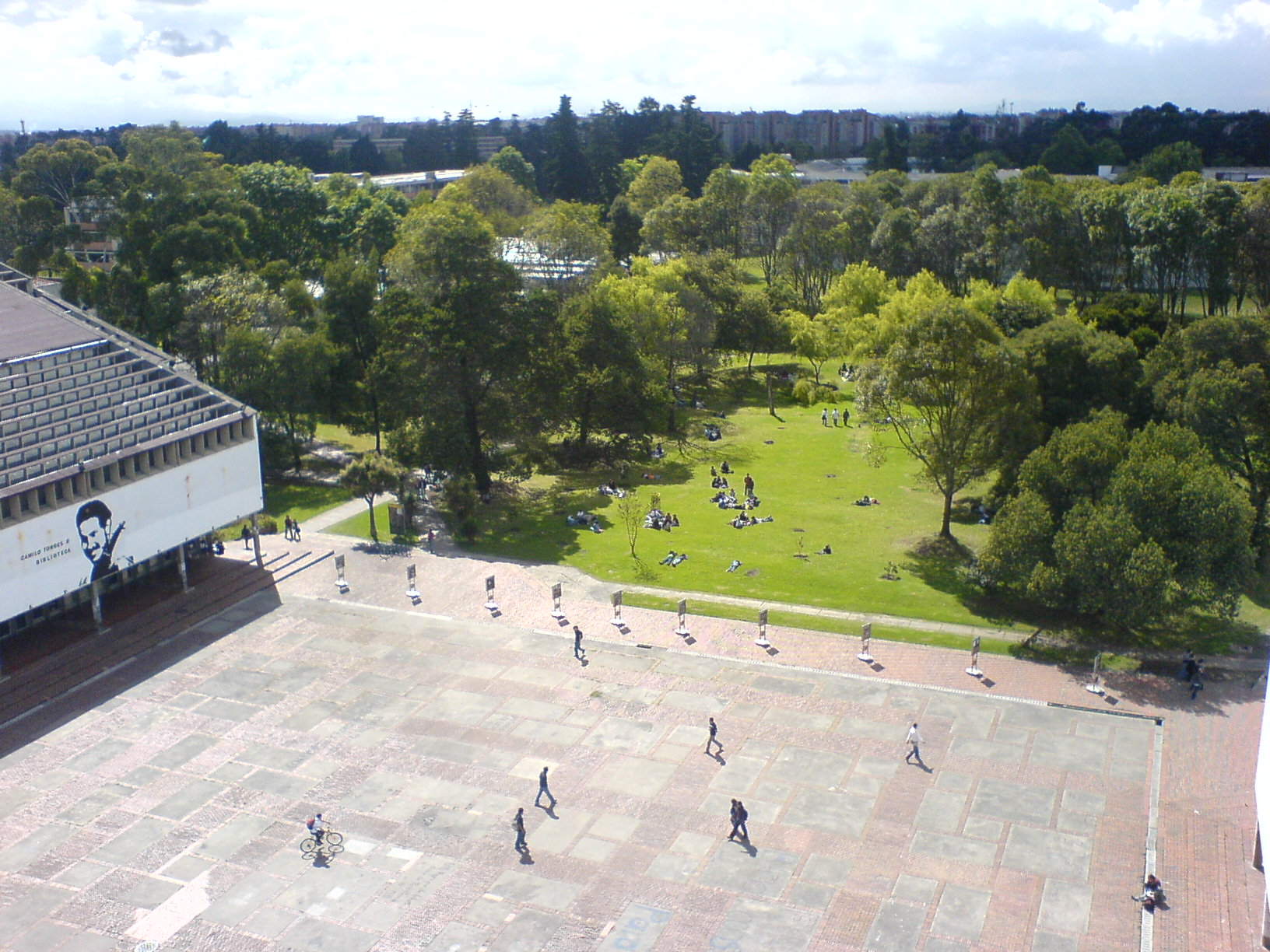
中央广场

哥伦比亚国立大学（西班牙語：Universidad Nacional de Colombia）位於哥伦比亚首都波哥大，是哥倫比亞的第一座公立大学和国立大学。

## 历史
它于1867年9月22日成立，一开始只有六个系，从1903年到1940年新增了20个系。1967年开始授予硕士学位，1986年开始授予博士学位。

## 外部連結
- 官方网站